# 蘭斯鎮區 (密歇根州)
蘭斯鎮區（英語：L'Anse Township）是位於美國密歇根州巴拉加縣的一個行政鎮區。

## 地方資料
蘭斯鎮區的面積為696.80平方千米，當中陸地面積為640.80平方千米，而水域面積為56.00平方千米。根據2020年美國人口普查的數據，當地共有人口3551人，而人口密度為每平方千米5.1人。